# Sa'd I bin Abd al-Rahman Al Sa'ud
Saʿd I bin ʿAbd al-Raḥmān Āl Saʿūd (in arabo سعد الأول بن عبد الرحمن بن فيصل آل سعود‎?; 1888 – 1915) è stato un principe saudita, membro della famiglia reale Āl Saʿūd. Era l'unico fratello germano di Abd al-Aziz, fondatore del moderno stato dell'Arabia Saudita. Fu uno dei sostenitori più devoti del futuro re e comandante chiave nelle prime campagne militari. È noto come Sa'd I poiché qualche anno dopo la sua morte il padre con un'altra donna ebbe un figlio che chiamò Sa'd.

## Biografia
Il principe Sa'd nacque nel 1888 ed era il secondo figlio di Abd al-Rahman bin Faysal e di Sara bint Ahmad Al Kabir Al Sudairi.
Nel 1912 fu catturato dallo sceriffo al-Husayn ibn Ali e il fratello fu costretto a pagare un riscatto umiliante per il suo rilascio. Nel 1915 rimase ucciso nella battaglia di Kinzaan contro la tribù di Ajman.

## Vita personale
Sa'd si sposò tre volte. Il nome della sua prima sposa non è noto.
Dalla seconda moglie, figlia di Abd Allah bin Abd al-Latif Al al-Shaykh, nacquero Fahd, Nura, Munira, Hussa, Sara, Muhammad e una figlia dal nome non noto.
Dalla terza moglie, al-Jawhara bint Sa'd bin Abd al-Muhsin Al Sudairi, nacquero Faysal, Fahd e Sa'ud.
Dopo la sua morte Abd al-Aziz sposò la sua terza moglie che gli diede tre figli: Sa'd, Musa'id e Abd al-Muhsin.
Abd al-Aziz inoltre accolse nella sua famiglia Faysal, Fahd e Sa'ud e li considerò sempre come parte della propria famiglia. In seguito tutti e tre contrassero matrimonio con una principessa saudita. Faysal sposò Sara bint Abd al-Aziz. Un'altra figlia di re Abd al-Aziz, Al Anoud, sorella germana del principe Muhammad e di re Khalid sposò in prime nozze Sa'ud e alla morte di quest'ultimo si risposò con Fahd.